# William Sanford Pennington
William Sanford Pennington, född 1757 i Newark, New Jersey, död där 1826, var en amerikansk politiker (demokrat-republikan). Han var guvernör i delstaten New Jersey 1813-1815.
Han gifte sig för första gången med Phoebe Wheeler och för andra gången med Elizabeth Peirson. Ett av hans tio barn, William, var guvernör i New Jersey 1837-1843 och senare talman i USA:s representanthus.
William Sanford Pennington tjänstgjorde som officer i nordamerikanska frihetskriget och studerade sedan juridik. Han var ledamot av New Jersey General Assembly, underhuset i delstatens lagstiftande församling, 1797-1799. Han var domare i New Jerseys högsta domstol 1804-1813. Efter tiden som guvernör arbetade han igen som domare, denna gången i en federal domstol.

## Fotnoter
1. ↑  Aaron Swartz, Open Library, Open Library-ID: OL2355872A, läst: 9 oktober 2017.[källa från Wikidata]
2. ↑  SNAC, SNAC Ark-ID: w6c82wqx, läs online, läst: 9 oktober 2017.[källa från Wikidata]
3. ↑  Find a Grave, läs online, läst: 30 augusti 2019.[källa från Wikidata]
4. ↑  A New Nation Votes: American Electoral Returns, 1788-1825, American Astronomical Society och Tufts University, läs online och läs online, läst: 23 december 2020.[källa från Wikidata]